# Irmtraud Gutschke
Irmtraud Gutschke (* 14. April 1950 als Irmtraud Heinze in Chemnitz) ist eine deutsche Journalistin und Buchautorin mit Schwerpunkt Essayistik.

## Leben
Gutschke absolvierte ihr Abitur an der Internatsoberschule Wickersdorf und von 1971 an ein Studium der Slawistik und Anglistik an der Friedrich-Schiller-Universität Jena, das sie 1974 mit Diplom abschloss. Sie begann bei der Tageszeitung Neues Deutschland als Literaturredakteurin und veröffentlichte zahlreiche Berichte über internationale und später auch nationale Autoren. Ihr Schwerpunkt lag zunächst auf der Literatur der Sowjetunion, später kamen neben Russland weitere Nationen hinzu.
Gutschke promovierte 1976 an der Humboldt-Universität zu Berlin mit der Arbeit Mensch und Natur im Schaffen Aitmatows. Mit dem kirgisischen Schriftsteller Tschingis Torekulowitsch Aitmatow stand Gutschke jahrzehntelang in regem Kontakt und unternahm mehrere Reisen, um ihn zu treffen, wie sie bei einer Veranstaltung zu seinen Ehren im Deutsch-Russischen Kulturinstitut berichtete.
Nachdem sie 2018 ihre feste Tätigkeit beim Neuen Deutschland beendet hatte, arbeitete sie als freiberufliche Literaturkritikerin mit den Schwerpunkten Aitmatow, ostdeutsche Autoren, russische Literatur und aktuelle politische Themen. Sie spricht fließend Russisch und legt großen Wert auf den Austausch mit ihrer Leserschaft. Im Jahre 2022 erhielt sie den „Dietrich-Oppenberg-Medienpreis für Journalisten“ der Stiftung Lesen und der Stiftung NRZ.
Seit 2021 verfasst Gutschke zudem Gastbeiträge (überwiegend Rezensionen politischer Bücher) für die NachDenkSeiten.

## Veröffentlichungen (Auswahl)
- Menschheitsfragen, Märchen, Mythen. Zum Schaffen Tschingis Aitmatows. Mitteldeutscher Verlag, Halle 1986, ISBN 978-3-354-00091-9.
- Hermann Kant. Die Sache und die Sachen. Aufbau-Taschenbuch, Berlin 2007, ISBN 978-3-7466-7087-4.
- Eva Strittmatter. Leib und Leben. Aufbau Digital, Berlin 2008, ISBN 978-3-8412-1763-9.
- Gisela Steineckert. Das Leben hat was. Das Neue Berlin, Berlin 2013, ISBN 978-3-360-02157-1.
- Das Versprechen der Kraniche. Reisen in Aitmatows Welt. Mitteldeutscher Verlag, Halle 2018, ISBN 978-3-96311-021-4, Zweite ergänzte Auflage. Halle 2020.
- Tiergeschichten, Gesammelt und mit einem Essay versehen von Gutschke. Unionsverlag Zürich 2020, 186 S., ISBN 978-3-293-00560-0.
- als Herausgeberin: Hermann Kant: Therapie. Erzählungen und Essays, Aufbau Verlag, Berlin 2021, ISBN 978-3-351-03867-0.